# 金門機場
金門機場，位於中華民國金門縣金湖鎮，位置在金門本島中央南端，是金門縣的主要聯外機場，因座落金湖鎮尚義村邊，又稱尚義機場。

## 簡介
舊金門機場原本位於料羅的三谿橋（西洪五里埔），又名西洪機場。1951年6月中華民國國防部核准復興航空班機飛航金門，每週1班，至1958年8月23日因八二三砲戰而停航。現已廢除，並改為金門縣農業試驗所的林地。
新金門機場位於金門島中央南端，東南為尚義村，西為昔果山，南鄰料羅灣，北為雙乳山，現有土地面積約240萬平方公尺，行政區跨越金湖鎮與金寧鄉，對外交通有環島南路連接金城及山外兩城鎮，距離金城、山外約各6公里。目前有立榮航空及華信航空飛航臺北、臺中、嘉義、臺南、高雄及澎湖等航線。在每年的三月到四月間，暖濕空氣平流移動到寒冷的地表，地表空氣冷卻而達飽和，使水氣凝結成霧，金門機場常因此關閉。
此外，金門機場亦是小三通的重要轉運據點，旅客購買小三通的票，各家航空公司都會幫乘客以遊覽車接送到水頭碼頭，大約歷時15-20分鐘後，再由水頭碼頭搭船前往廈門或泉州。

## 設施一覽

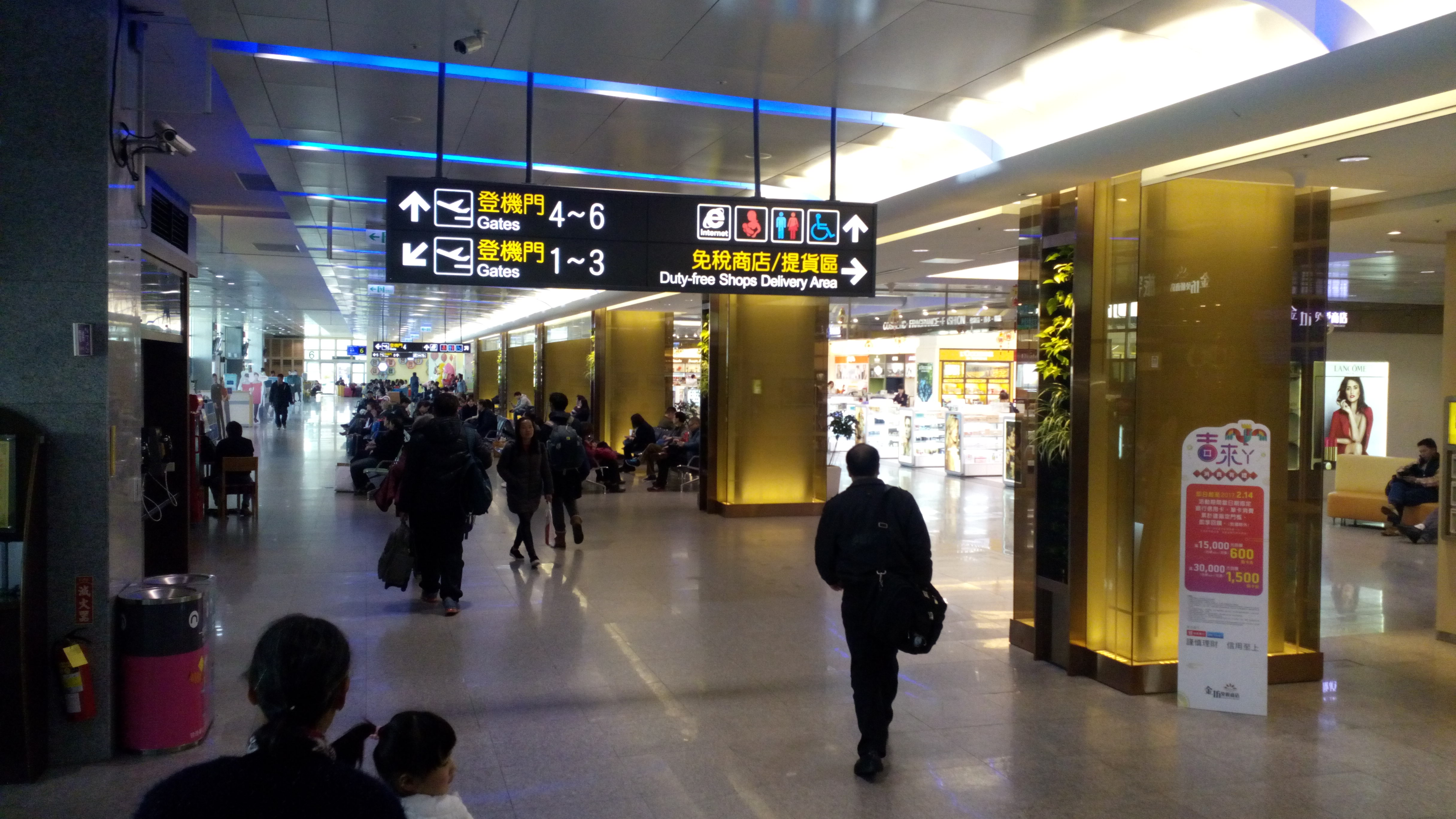
航站大廳

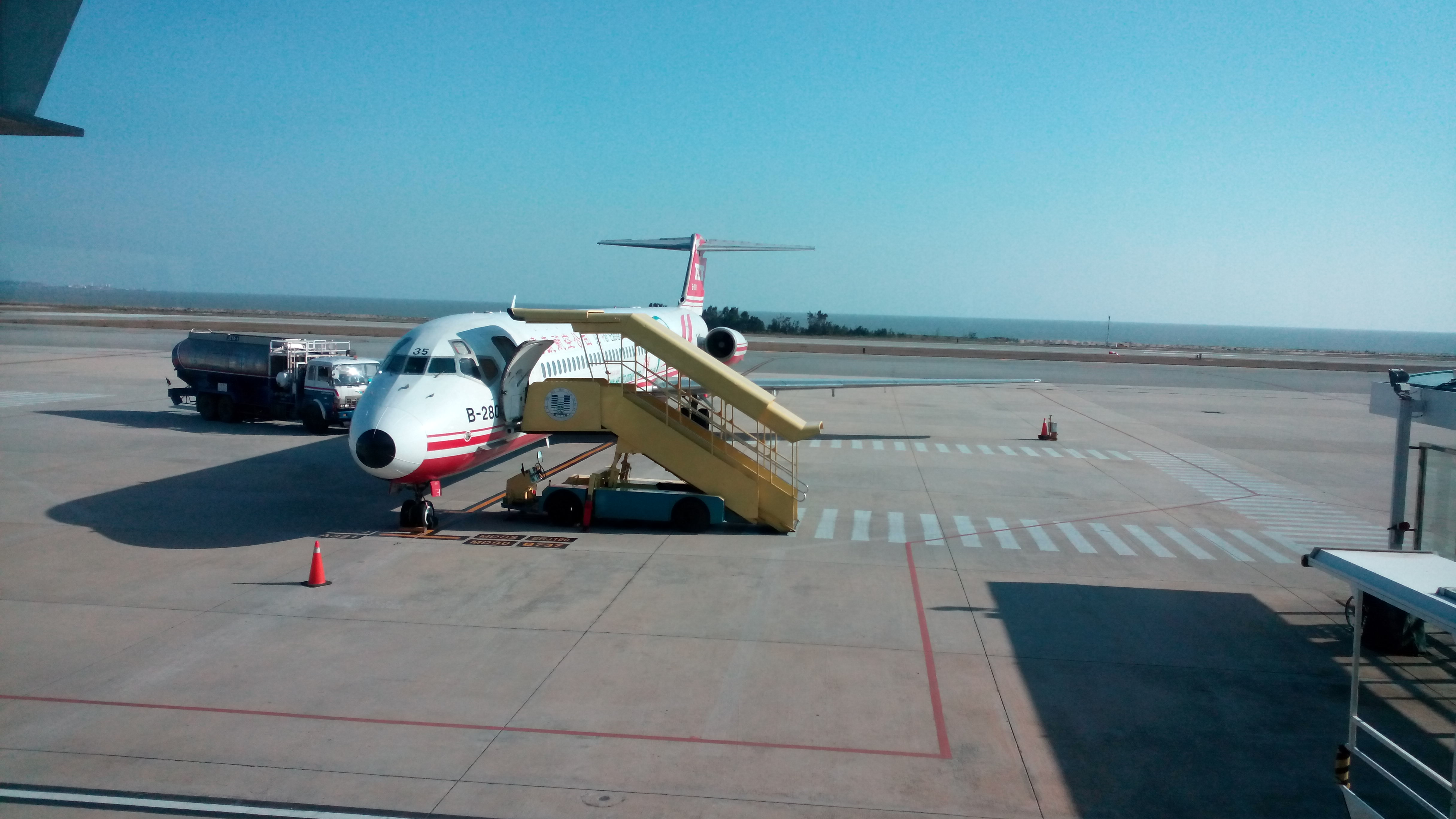
一架遠東航空班機停在金門機場

- 跑道：本場跑道方位為06─24，長3,004公尺，寬45公尺。
- 滑行道：長2,434公尺、寬23公尺，位於跑道北側與跑道平行。
- 助導航設備：金門尚義機場塔台、歸航台NDB、航空測距儀DME、儀器降落系統ILS以及左右定位輔助臺LDA
  - 进近灯光系统：SSALR（06跑道）和MALSF（24跑道）；跑、滑道邊燈，千呎牌燈、指示牌燈、航空障礙燈、PAPI（目視進場滑降指示燈）、警示燈
  - 儀降系統（ILS）：06跑道经过和厦门空管站协商后于2003年9月启用ILS[2][3][4]
- 停機坪：面積47,100平方公尺，並有風雨走廊1座及登機廊道6座，空橋2座，道面為厚度20公分之抗彎強度600psi水泥混凝土，可同時停放MD-90或A321型航機9架，其中兩個停機位可停放B757。
- 航站大廈：總面積10,593平方公尺（含辦公室、地下室）。
- 其他主要設施：3,000加侖消防車四部、500加侖消防車一部、真空式清掃車二部、1250KW發電機二台、數位監控系統一套、120T空調主機四台、20T空調主機九台。
- 貨運站：面積1,100平方公尺，備有貨梯4部及輸送帶1套，方便貨物運送。
- 停車場：面積12,009平方公尺，可停放大型車14部，小型車436部，共450部。
- 聯外道路：長約2,580公尺，設二至四車道，連接環島南路。
- 郵局、臺銀提款機
- 哺乳室
- 無線上網（不需密碼）
- 手機充電及消毒服務
- 自行車免費租借

## 機場附設商店
- 聖祖貢糖精品店
- 金門金豐租車
- 統一超商
- 瘋蜜蜂
- 喬安牧場餐廳
- 微風海戀咖啡
- 金坊免稅商店
- 農特展售中心
- 新光人壽
- 金豐租車

## 航空公司與航點
由立榮航空及華信航空營運台北松山、台中、台南、嘉義、高雄及澎湖共6條航線，主要以ATR72-600 、A321-200機型執飛。2020年新冠肺炎爆發，國際線需求下降，但離島航線需求大增，華信航空部分航班由B737-800營運。
| 航空公司 | 目的地城市 | 目的地機場     | 班次     | 固定航機           |
| -------- | ---------- | -------------- | -------- | ------------------ |
| 立榮航空 | 臺北       | 台北松山機場   | 每週33班 | A321-200 ATR72-600 |
| 立榮航空 | 臺中       | 台中清泉崗機場 | 每週31班 | A321-200 ATR72-600 |
| 立榮航空 | 嘉義       | 嘉義機場       | 每週4班  | ATR72-600          |
| 立榮航空 | 臺南       | 台南機場       | 每週21班 | ATR72-600          |
| 立榮航空 | 高雄       | 小港機場       | 每週23班 | A321-200 ATR72-600 |
| 立榮航空 | 澎湖       | 澎湖機場       | 每月2班  | ATR72-600          |
| 華信航空 | 臺北       | 台北松山機場   | 每週58班 | B737-800 ATR72-600 |
| 華信航空 | 臺中       | 台中清泉崗機場 | 每週28班 | B737-800 ATR72-600 |
| 華信航空 | 高雄       | 小港機場       | 每週35班 | ATR72-600          |

## 公車資訊
| 編號 | 經營業者             | 區間      | 備註             |
| ---- | -------------------- | --------- | ---------------- |
| 藍1  | 金門縣公共車船管理處 | 金城—山外 |                  |
| 3    | 金門縣公共車船管理處 | 金城—山外 | 部分班次繞駛機場 |
| 27   | 金門縣公共車船管理處 | 山外—沙美 | 部分班次繞駛機場 |

## 未來展望
2013年1月12日，時任總統馬英九前往金門視察金門尚義機場擴建工程，他表示二期計畫完成後，預期航廈容量將從目前每年的230萬提升到390萬人次，而且觀光業發展起來了，旅遊、交通、百貨購物就通通起來，他指示交通部要做好準備，缺其中一個環節就會影響到品質。馬總統說，機場航站區一期擴建工程在2010年3月完工後，年旅客服務容量已從原本105萬人次提升為230萬人次，這次擴建及相關配合工程於年底完工後，航站面積將再增加1.3 萬平方公尺（約3,932.5坪），年旅客服務容量可進一步提升至390萬人次。
由於2015年將開放離島落地免簽措施，中國大陸籍廉價航空業者春秋航空（9C）2016年曾評估規劃飛往金門，但後續並無實際執行。

## 意外事件
- 2001年1月15日立榮航空公司B7 695班機，機型DASH-8-300，國籍標誌及登記號碼B-15235，於本地（台北）時間10:35時由台南機場起飛，執行載客任務。1113時在目的地金門尚義機場06跑道落地，於距跑道頭約200呎處，鼻輪、兩主輪與機腹觸地後彈起，右輪艙門脫落，在1,300呎處再次觸地後，機身後段底部在跑道上拖行至3,380呎處停止。本次事故中，該機兩主起落架折損，機身後段底部蒙皮磨損及縱樑破斷、變形，無人員傷亡。
- 2003年8月21日遠東航空EF055班機，機型MD-82，國籍標誌及登記號碼B-28011，於台北時間11:13時，執行由台北松山機場飛往金門尚義機場之定期載客任務，載有駕駛員2人，客艙組員4人，乘客146人，合計152人。該機自台北起飛後，飛航過程皆正常，於11:31時，該機組員收聽金門尚義機場終端資料自動廣播服務後，決定使用LDA/DME 06跑道儀降進場，11:59時，該機於金門尚義機場落地，當時機場天氣狀況為小雨，能見度3,200公尺，風向160度，風速19浬/時，最大陣風為22浬/時。落地後，該機於距24跑道頭約224公尺處向左側偏出跑道，航機停止於24跑道頭旁清除區，航向約070，人員無傷亡，航機輕度損壞。
- 2008年5月24日00:15時（台北時間），中興航空編號B-77008，機型 BK-117直昇機，機上駕駛員2人及救護組員1人，由臺北/松山機場飛渡金門/尚義機場，實施06號跑道ILS/DME進場，落地時墜毀於BC滑行道間之跑道地帶南側，該機全毀，機載3人重傷。
- 2011年5月31日，一名旅客經由小三通返台途中，於本機場外圍被爆炸的遊覽車車輪波及，受傷送醫。
- 2013年4月13日遠東航空一架由金門飛往高雄的FE066號班次航班，上午11:50起飛後，突然傳出微微的爆聲，發現當中一枚引擎，發出異常訊號，緊急原機折返金門機場進行檢修，遠東航空也已經調遣其他班機準備接駁旅客。
- 2014年6月16日遠東航空一架台北飛金門061班次飛機，上午8時53分到站時，疑似因側風影響衝出跑道，初步觀察機身未受損，機組人員及旅客無人傷亡，機場也一度暫時關閉，目前肇事原因調查中。

## 外部連結
- 金門航空站 （页面存档备份，存于）（繁體中文）（英文）（日語）
- 金門機場的Facebook專頁
- . 交通部民用航空局.   [2021-05-09]. （原始内容存档于2021-05-09） （英语）.
- 聯合候補系統 （页面存档备份，存于）